# ماکس بیسلی
ماکس بیسلی (انگلیسی: Max Beesley؛ زادهٔ ۱۶ آوریل ۱۹۷۱) یک هنرپیشه اهل بریتانیا است. وی از سال ۱۹۸۳ میلادی تاکنون مشغول فعالیت بوده است.
او در فیلم گروگان بازی کرده است.